# XX. Armeekorps
XX. Armeekorps var en tysk armékår under andra världskriget. Kåren organiserades den 17 oktober 1940.

## Slaget vid Kursk

### Organisation
Armékårens organisation den 7 juli 1943:
- 251. Infanterie-Division
- 45. Infanterie-Division
- 137. Infanterie-Division
- 72. Infanterie-Division

## Slaget om Berlin

### Organisation
Armékårens organisation den 1 mars 1945:
- Kampfgruppe 558. Volksgrenadier-Division
- Kampfgruppe 21. Infanterie-Division
- Kampfgruppe 102. Infanterie-Division
- Kampfgruppe 292. Infanterie-Division

## operation Barbarossa

### Organisation
Armékårens organisation den 24 juni 1941:
- 129. Infanterie-Division
- 162. Infanterie-Division
- 256. Infanterie-Division

## Befälhavare
Kårens befälhavare:
- General der Infanterie Friedrich Materna 17 oktober 1940-10 september 1942
- General der Artillerie Rudolf von Roman  10 september 1942–14 februari 1943
- General der Infanterie Erwin Vierow  14 februari 1943–10 mars 1943
- General der Artillerie Rudolf von Roman  10 mars 1943–1 december 1943
- Generalleutnant Edgar Röhricht  1 december 1943–1 januari 1944
- General der Artillerie Rudolf von Roman  1 januari 1944–1 april 1945
- General der Kavallerie Karl-Erik Köhler  1 april 1945–1 maj 1945

Stabschef:
- Oberst Emil Vogel  25 oktober 1940–20 juni 1942
- Oberst Franz Haas  20 juni 1942–21 juli 1943
- Oberst Adalbert Wahl  21 juli 1943–10 november 1943
- Oberst Hermann Wagner  10 november 1943–1 januari 1945
- Oberst Peter von Butler  1 april 1945–1 maj 1945